# Skandinavisk Skotland
Skandinavisk Skotland refererer til en periode mellem 700- og 1400-tallet, hvor vikinger og nordboere, hovedsageligt nordmænd og i mindre grad andre skandinaver, bosatte sig, og deres efterkommere koloniserede det område, som i dag kaldes Skotland. Vikingernes indflydelse på området begyndte i slutningen 700-tallet, og ufred mellem de skandinaviske jarler af Orkney og den voksende thalassokrati i Kongeriget Mann og Øerne, herskerne over Irland, Dál Riata og Alba, og indgriben fra Norges trone var gennemgående temaer.
De skandinavisk kontrollerede områder var Northern Isles bestående af Orkney og Shetland, Hebriderne, islands of the Firth of Clyde og de tilhørende områder på fastlandet inklusive Caithness og Sutherland. Historiske beretninger fra skotske kilder er få, og de irske annaler og senere nordiske sagaer, hvoraf Orkneyinga Saga er den primære kilde til information om perioden, giver nogle gange modstridende oplysninger. Moderne arkæologi er dog begyndt at give et bredere billede af livet i denne periode.
Der findes forskellige teorier om, hvordan koloniseringsprocessen er foregået, selvom der står klart, at Northern Isles var de første, som blev erobret af vikingerne, og de sidste som den norske krone gav afkald på. Torfinn Sigurdsson Rikes regeringstid i 1000-tallet inkluderede ekspansion et godt stykke ind i fastlandet Skotland, og det har muligvis været højdepunktet for den skandinaviske indflydelse i dette område. Udslettelsen af de præ-nordiske navne på Hebriderne og Northern Isles og deres udskiftning med nordiske navne var næsten fuldstændig, selvom fremkomsten af alliancer mellem indfødte gælisktalende skabte en stærk nordisk-gælisk kultur, der fik stor indflydelse i Argyll, Galloway og videre sydpå.
Den skotske indflydelse blev øget fra 1200-tallet og fremefter. I 1231 endte en ellers ubrudt linje af nordisk jarler på Orkney, og titlen har siden tilhørt adelige fra Skotland. Håkon 4. Håkonssons fejlslagne ekspedition et århundrede senere ledte til, at de vestlige øer blev opgivet til den skotske krone, og i midten af 1400-tallet overgik Orkney og Shetland også til skotsk kontrol. Det negative syn på vikingernes, der er fremherskende, gør ofte, at man overser, at den nordiske ekspansion muligvis har været en vigtig faktor i dannelsen af det gæliske Kongeriget Alba, der var en forløber for det moderne Skotland. Ligeledes var de nordiske bidrag til handel, politik, kultur og religion i den efterfølgende periode ganske betydelig.